# 島田紀夫
島田 紀夫（しまだ のりお、1940年12月11日 - ）は、日本の美術評論家。実践女子大学名誉教授。ブリヂストン美術館館長。

## 略歴
山梨県甲府市生まれ。
東北大学理学部卒、1965年同文学部美学美術史学科卒、1967年同大学院修士課程修了。石橋財団ブリヂストン美術館学芸課長、実践女子大学教授。2000年山梨県立美術館館長兼務。2006年ブリヂストン美術館館長。2008年実践女子大退職、名誉教授。

## 著書
- 『光と風のうたごえ - 風景』 （サンケイ新聞写真ニュースセンター、西洋名画これくしょん） 1995.3
- 『セーヌの印象派』（小学館、ショトル・ミュージアム） 1996.7
- 『印象派の挑戦 モネ、ルノワール、ドガたちの友情と闘い』（小学館） 2009.11
- 『もっと知りたいルノワール 生涯と作品』（東京美術、アート・ビギナーズ・コレクション） 2009.12
- 『セーヌで生まれた印象派の名画』（小学館、小学館ビジュアル新書） 2011.10
- 『印象派と日本人 「日の出」は世界を照らしたか』（平凡社） 2019.7

### 共編著
- 『モディリアーニ』（集英社、リッツォーリ版世界美術全集24） 1975
- 『ゴーギャン、ロートレック、ルソー』（研秀出版、ファブリ研秀世界美術全集15） 1975
- 『セザンヌ』（嘉門安雄共編、学習研究社、巨匠の名画1） 1976.4
- 『ドガ』（窪田般弥共著、小学館、世界美術全集17） 1977.5
- 『シャガール』（講談社、世界の素描35） 1978.2
- 『クレー / ピカソ 現代版画の原点』（八重樫春樹共編著、講談社、世界版画美術全集6） 1980.10
- 『モディリアニ』（平凡社、平凡社版世界の名画16） 1983.9
- 『ゴーガン』（平凡社、平凡社版世界の名画13） 1983.10
- 『ルノワール』（集英社、現代世界の美術2） 1985.2
- 『ルオー』（高階秀爾共編、集英社、現代世界の美術11） 1986.8
- 『ルノワール 生きるよろこび』（サンケイ新聞写真ニュースセンター、少年少女名作絵画館7） 1986.9
- 『フォーヴィスムとエコール・ド・パリ』（千足伸行共編、小学館、世界美術大全集 西洋編25） 1994.8
- 『神と人のおはなし 神話・伝説』（木島俊介共著、サンケイ新聞写真ニュースセンター、西洋名画これくしょん） 1995.3
- 『ミュシャ アール・ヌーヴォーの美神たち』（小学館、ショトル・ミュージアム） 1996.12
- 『ルイ・イカール アール・デコの女性たち』（河出書房新社、小さな美術館） 1998.4
- 『オーブリー・ビアズリー 世紀末、異端の画家』（河村錠一郎共著、河出書房新社、小さな美術館） 1998.4
- 『アルフォンス・ミュシャ アール・ヌーヴォー・スタイルを確立した華麗なる装飾』（六耀社） 1999.12
- 『モネ』（小学館、西洋絵画の巨匠1） 2006.3

## 翻訳
監修・監訳は除く。
- 『アンリ・マチス』 （ジョン・ヤコブス解説、美術出版社） 1975
- 『ゴーガンとその時代』 （シャルル・シャッセ、末木友和共訳、造形社） 1977.7
- 『20世紀美術』（ジャン・アルベール・カルティエ, レナータ・ネグリ、本多文彦共訳、ぎょうせい、世界の至宝9） 1983.9
- 『19世紀美術』（アルベルト・マルティーニ、ぎょうせい、世界の至宝8） 1983.12
- 『ファン・ゴッホ』（R・J・M・フィルポット、嘉門安雄共訳、西村書店、River books） 1989.8
- 『ゴッホの花』（ジュディス・バンプス、中村みどり共訳、西村書店） 1991.6
- 『クリムト 世紀末ウィーンの寓話』（スザンナ・パルチュ、西村書店） 1993.11
- 『ピサロ』（クリストファー・ロイド、松島潔共訳、西村書店、アート・ライブラリー） 1994.5
- 『マティス』（ジョン・ジャコバス、美術出版社、BSSギャラリー） 1994.4
- 『マティス』（ニコラス・ワトキンス、関直子共訳、西村書店、アート・ライブラリー） 1997.1
- 『シスレー』（リチャード・ショーン、松島潔共訳、西村書店、アート・ライブラリー） 1999.9、のち新装版 2012.6
- 『ボナール』（ジュリアン・ベル、中村みどり共訳、西村書店、アート・ライブラリー） 1999.1